# Hygrophorus penarius
Hygrophorus penarius Fr. (1836)
L'Hygrophorus penarius volgarmente noto come lardaiolo bianco o semplicemente lardaiolo o durello, è considerato il migliore fra gli igrofori commestibili.

## Descrizione della specie

### Cappello
6–10 cm, o più, compatto e duro, carnoso, liscio e glabro, viscido, poi asciutto, opaco, convesso poi spianato e leggermente umbonato; biancastro o avorio, più carico sul disco, e chiazzato in giallognolo.

### Lamelle
larghe, distanziate, abbastanza spesse, pallido-alutacee, non fragili, nettamente decorrenti.

### Gambo
Sodo, al taglio bianco immutabile, spesso attaccato da larve.

### Carne
- Odore: sfregando le lamelle o grattando leggermente il gambo si percepisce chiaramente un profumo assai simile al latte bollito.
- Sapore: Delicato dolciastro, ottimo sott'olio.

## Habitat
Si trova sotto latifoglia, soprattutto sotto quercia e carpino.

## Commestibilità
Eccellente, il migliore nel suo genere. Le carni sode e di ottimo sapore permettono un consumo in varie modalità, soprattutto sott'olio.

## Etimologia
-"Hygrophorus" deriva dal greco e significa "portatore d'acqua"; il termine allude al fatto che questa specie assorbe molta umidità dal terreno dove si sviluppa ed è ricco d'acqua.
-"Penarius", dal latino, termine che si traduce in "granaio" o "dispensa", fa riferimento all'odore che questo fungo emana durante e dopo la cottura, che ricorda appunto quello del grano e delle farine.

## Sinonimi e binomi obsoleti
- Limacium penarium (Fr.) Wünsch, Pilze: 118 (1877)